# Albert Gleizes

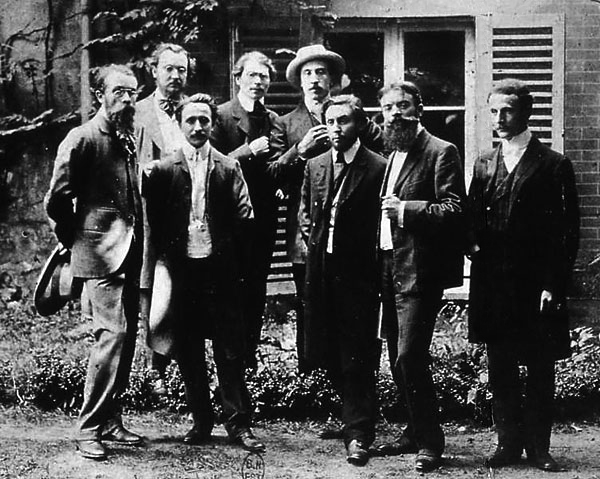
Členové skupiny Abbaye de Créteil, rok 1906, vpředu: Charles Vildrac, Rene Arcos, Albert Gleizes, Henri-Martin Barzun, Alexander Mercereau, za nimi: Georges Duhamel, Berthold Mahn, Jacques d'Otémar

Albert Gleizes (8. prosince 1881 Paříž – 23. června 1953 Saint-Rémy-de-Provence) byl francouzský umělec, teoretik, filozof, samozvaný zakladatel kubismu, který měl vliv i na Pařížskou školu. Albert Gleizes a Jean Metzinger spolu napsali v roce 1912 první velké pojednání o kubismu: Du Cubisme. Gleizes byl zakládajícím členem skupiny Section d'Or (Zlatý řez). Byl také členem skupiny utvořené kolem německého časopisu o umění a literatuře Der Sturm, zabývajícím se mimo jiné uměleckými hnutí expresionismus, kubismus, dadaismus a surrealismus. Časopis byl vydáván v letech 1910 až 1932. Mnoho jeho teoretických spisů bylo zpočátku nejvíce oceňováno v Německu, obzvláště v umělecké škole Bauhaus. Jeho myšlenky byly vždy pozorně sledovány. Gleizes strávil čtyři klíčové roky v New Yorku a hrál důležitou roli při zvyšování povědomí Ameriky o moderním umění. Byl členem Society of Independent Artists (Společnost nezávislých umělců) založené v roce 1916 se sídlem v New Yorku. Byl také zakladatelem sdružení Ernest-Renan Association a zakladatelem i členem skupiny Abbaye de Créteil. Pravidelně vystavoval v Paříži v Galerii de l’Effort Moderne Léonce Rosenberga; byl také zakladatel, organizátor a ředitel volného sdružení umělců Abstrakce-Création, založeným v Paříži v roce 1931, aby působilo proti vlivu skupiny surrealistů vedených André Bretonem. Od poloviny dvacátých let do konce třicátých let 20. století věnoval velkou část své energie psaní: La Peinture et ses lois (Malba a její zákony, Paříž, 1923), Vers une conscience plastique: La Forme et l’histoire (Směrem k plastickému svědomí: Tvar a historie, Paříž, 1932) a Homocentrisme (Sablons, 1937).

## Životopis
Albert Leon Gleizes se narodil 8. prosince 1881 v Paříži. Byl synem designéra, který řídil velkou dílnu průmyslového designu. Byl také synovcem Leona Comerreho, úspěšného malíře portrétů, který vyhrál Prix de Rome v roce 1875. Mladý Albert Gleizes neměl školu rád a často na vyučování chyběl, protože se toulal po nedalekém hřbitově na Montmartre a psal poezii. Po ukončení středoškolského vzdělání, nastoupil k 72. pěšímu pluku francouzské armády do Abbeville v Picardii. Poté zahájil kariéru malíře. Gleizes začal malovat jako samouk kolem roku 1901 v impresionistickém stylu. Jeho první krajiny z okolí Courbevoie vypadají jako inspirované Alfredem Sisleyem nebo Camillem Pissarrem. Ačkoli to zjevně souvisí s Pissarrovou technikou malby, Gleizesovův způsob vidění, kompozice i obrazová koncepce prozrazují jasný odklon od stylu pozdního impresionismu. Intenzita barev s jakou jsou tato díla namalována a jejich pevná struktura naznačují spřízněnost s divizionismem, které jsou často zaznamenávány kritiky jeho prvních prací.
Bylo mu pouhých dvacet jedna let, když byl v roce 1902 jeho obraz nazvaný La Seine à Asnières (Seina v Asnières) vystaven v Société Nationale des Beaux-Arts (Národní společnost výtvarných umění). Následující rok Gleizes vystavil dva obrazy na Podzimním salonu. V roce 1905 byl Gleizes mezi zakladateli sdružení "l' Association Ernest-Renan", unii studentů bojujících proti válečné propagandě. Gleizes měl na starosti "Section littéraire et artistique" (Literární a uměleckou sekci), organizoval divadelní produkce a čtení poezie. V Musée des Beaux-Arts (Muzeum výtvarných umění) v Lyonu na "Salon de la Société Nationale des Beaux-Arts" (Salon Národní společnosti výtvarných umění) v roce 1906 Gleizes vystavoval obraz Jour de marché en banlieue (Den trhu na předměstí). Během roku se jeho práce stále více přibližovala k postimpresionistickému stylu se silným příklonem k naturalismu a symbolismu.
Společně s dalšími umělci se rozhodl vytvořit volné sdružení umělců a pronajmout si velký dům v Créteilu. Založil samostatnou komunitu umělců, která si kladla za cíl rozvíjet své umění bez jakýchkoli obchodních zájmů. Téměř rok se Gleizes s dalšími malíři, básníky, hudebníky a spisovateli scházeli, aby společně tvořili. Pro nedostatek financí byli nuceni Abbaye de Créteil opustit a na začátku roku 1908 se Gleizes s umělci Amedeem Modiglianim, Henrim Doucetem, Mauricem Drouartem a Geo Printempsem přestěhovali na 7. rue du Delta poblíž Montmartre v Paříži.
V roce 1908 Gleizes vystavoval na Toison d'Or v Moskvě. Ve stejném roce projevil velký zájem o barvu a byl ovlivněn fauvismem. Jeho práce se stala více syntetickou s proto-kubistickou složkou.
Gleizesovo období fauvismu bylo velmi krátké a trvalo jen několik měsíců. Stále používal silné a jasné barvy, ale v jeho obrazech začal dominovat zájem o strukturální rytmy a jednoduchost. Jeho geometrické zjednodušení bylo v té době spíše podobné Pontavenské škole a škole Nabis než Paulu Cézannovi. Jeho krajiny z roku 1909 se vyznačují redukcí přírodních forem na základní tvary.
Během léta téhož roku se jeho styl stal lineárním, barvy byly méně výrazné a styl se více podobal Henrimu Le Fauconnierovi. V roce 1910 Gleizes vytvořil skupinu s Jeanem Metzingerem, Fernandem Légerem, Robertem Delaunayem. Pravidelně se scházeli v ateliéru Henryho Falconera na ulici Notre-Dame-des-Champs, poblíž Boulevard de Montparnasse. Mezi návštěvníky těchto večerů patřili Guillaume Apollinaire, francouzský umělec Roger Allard, anglický umělec Rene Arcos, Paul Fort, Pierre-Jean Jouve, Alexander Mercereau, Jules Romains a André Salmon. Spolu s dalšími mladými malíři chtěla skupina zdůraznit význam formy, na rozdíl od neoimpresionistického důrazu na barvu. Od roku 1910 byl Albert Gleizes přímo zapojen do kubismu jako malíř i umělecký teoretik.

## Kubismus

### Rozhodující léta
Gleizesův kubistický vývoj byl vidět na Salonu nezávislých v roce 1910. Vystavoval zde obraz Portrait de René Arcos a L'Arbre, dva obrazy, ve kterých kladený důraz na zjednodušenou formu začal převládat nad reprezentativní formou obrazů. Stejná tendence je patrná u Metzingerova obrazu Portrait of Apollinaire na stejném Salonu. Když Louis Vauxcelles psal první recenzi tohoto Salonu, udělal pomíjivý a nepřesný odkaz na Gleizese, Jeana Metzingera, Roberta Delaunaye, Fernanda Légera a Henriho le Fauconniera. Popsal je jako „nevzdělané geometry, redukující lidské tělo i krajinu na zesinalé kostky."
Naproti tomu Guillaume Apollinaire ve svém popisu stejného Salonu v Grand Palais (v L'Intransigeant, 18. března 1910) poznamenal „s radostí“, že obecný smysl výstavy znamená „La déroute de l'impressionnisme“ (útěk od impresionismu) a odkazuje na dílo významné skupiny umělců (Gleizes, Delaunay, Le Fauconnier, Metzinger, André Lhote a Marie Laurencin).
V Gleizesových obrazech z rozhodujícího roku 1910 vidíme umělcovy volumetrické přístupy ke kubismu a jeho úspěšné spojení širokého zorného pole s obrazovou rovinou. [...] Snaha pochopit složité rytmy panoramatu vyústila v komplexní geometrii protínajících se a překrývajících se forem, které vytvořily novou a dynamičtější kvalitu zobrazení pohybu.
Daniel Robbins
V roce 1910 pak Gleizes vystavoval na Podzimním Salonu. Následovala výstava první organizované skupiny kubistů v roce 1911 na Salonu nezávislých v Salle 41, kde vystavoval obraz La Femme aux Phlox (Žena s květinou) spolu s Metzingerem, Delaunayem, Le Fauconnierem a Légerem. Výsledkem byl veřejný skandál, který poprvé upozornil širokou veřejnost na kubismus. (Picasso a Braque vystavovali v soukromé galerii prodávající obrazy malému okruhu znalců). V recenzi na Salon z roku 1911 publikovaném v Le Petit Parisien (23. dubna 1911), kritik Jean Claude napsal:
Pak je tu Le Fauconnier, který žárlí na kubistu Metzingera, hodí se mu lichoběžníky ... a namaloval něco takového, jak to nazval, myslím, L'Abondance (Hojnost)... Metzinger sám maloval akty, které vypadají jako hádanky, jejichž kousky jsou kostkami různých velikostí; F. Léger postrádající originalitu, adaptoval trouby od kamen (tuyau de poêle) jako prostředek reprodukce lidské postavy ... Ten druhý, kterého jsem nikdy nebyl schopen uhodnout, používá malé šachovnice, šedo-bílou, bílou a černou, šedou a hnědou, růžovou a černou a namaloval Eiffelovu věž padající k zemi, bezpochyby sloužící k rozdrcení domů, které tančí kankán a vystrkují svými okny komíny. Talentovaný umělec Albert Gleizes si také dovolil vyzkoušet trojúhelníkové znázornění lidské postavy. To je smutné, velice.
Jean Claude
V roce 1911 na Podzimním Salonu (místnost č.8) vystavil Gleizes svůj Portrait de Jacques Nayral a La Chasse (Lov), se skupinou Salle 41 André Lhote, Marcel Duchamp, Jacques Villon, Roger de La Fresnaye a André Dunoyer de Segonzac. Na podzim toho roku se prostřednictvím Apollinaira poprvé setkal s Pablem Picassem a připojil se ke skupině Section d'Or (Zlatý řez), také známé jako Groupe de Puteaux. Umělci se setkávali ve studiu Jacquese Villona (také známého jako Gaston Duchamp) spolu s Villonovými bratry, Raymondem Duchamp-Villonem a Marcelem Duchampem, mimo jiných. Mnoho z těchto umělců také navštěvovalo kavárny Le Dôme, La Closerie des Lilas, La Rotonde, Le Select a La Coupole v Montparnasse.
Davy lidí se trousili do naší místnosti, křičeli, smáli se, protestovali, byli pobouřeni, hovořili, či byli potěšeni. 
 Albert Gleizes, o Podzimním Salonu z roku 1911. 
Gleizes vystavoval obraz Les Baigneuses (Koupání) na Salonu nezávislých, rok 1912; Marcel Duchamp obraz Akt sestupující se schodů, který vyvolal skandál i mezi kubisty (Duchamp obraz před zahájením výstavy stáhl). Následovala skupinová výstava v Galeries Dalmau v Barceloně (první výstava kubismu ve Španělsku), další výstava byla v Moskvě (Valet de Carreau), Société Normande de Peinture Moderne v Rouenu a Salon de la Section d'Or v říjnu 1912 v Galerii de la Boétie v Paříži.
V letech 1911 až 1912 začali Henri Poincaré, Ernst Mach, Charles Henry (1859–1926, francouzský redaktor) a Henri Bergson spolu s Gleizesem ukazovat objekt jako by byl pozorován současně z více stran a ve čtyřech rozměrech. Tato technika relativního pohybu je posouvána do vyššího stupně složitosti v obraze Alberta Gleizese Le Dépiquage des Moissons (Sklizeň úrody) o rozměrech 269 cm x 353 cm z roku 1912. Tato ambiciózní práce spolu s Delaunayovým obrazem La Ville de Paris (Město Paříž) je jedním z největších obrazů v historii kubismu. Na Podzimním Salonu roku 1912 Gleizes vystavil obraz L'Homme au Balcon (Muž na balkoně). Kubistický příspěvek na Podzimním salonu z roku 1912 vyvolal v městské radě v Paříži kontroverzi, což vedlo až k debatě v Poslanecké sněmovně o využití veřejných prostředků k zajištění místa pro takové barbarské umění. Kubisty bránil socialistický poslanec Marcel Sembat. Albert Gleizes a Jean Metzinger při přípravě na "Salon de la Section d'Or" připravovali svou publikaci na obranu kubismu, což vedlo roce 1912 k první teoretické eseji o novém hnutí nazvané Du Cubisme.

### Teorie
V publikaci Du Cubisme Gleizes a Metzinger napsali: „Pokud bychom chtěli přirovnat práci kubistických malířů ke geometrii, měli bychom se odkazovat na neeukleidovské matematiky; měli bychom do jisté míry studovat určité Riemannovy věty.“ Samotný kubismus tedy nebyl založen na žádné geometrické teorii, ale odpovídal lépe geometrii neeukleidovské než klasické nebo eukleidovské. Podstatné je pochopení vesmíru jinak než klasickou metodou perspektivy; porozumění, které by zahrnovalo a integrovalo čtvrtou dimenzi. Kubismus s novou geometrií, dynamikou a perspektivou více hledisek nejen že představoval odklon od modelu eukleidovské matematiky, ale podle Gleizese a Metzingera dosáhl lepší reprezentace skutečného světa: pohybující se a měnící se v čase. Pro Gleizese kubismus představoval „normální vývoj umění, které bylo mobilní jako život sám.“ Na rozdíl od Picassa a Braquea, Gleizesovým záměrem nebylo analyzovat a popisovat vizuální realitu. Argumentoval, že my nemůžeme znát vnější svět, my můžeme jen znát naše pocity. Předměty každodenního života – kytara, dýmka nebo mísa ovoce – nesplnily jeho složité idealistické koncepce fyzického světa. Jeho témata byla různorodá a měla provokativní sociální a kulturní význam. Gleizesova ikonografie popisující Delaunaye, Le Fauconniera a Légera pomáhá vysvětlit, proč v jeho práci není období odpovídající analytickému kubismu a jak bylo možné, aby se Gleizes stal abstraktním malířem teoreticky více v souladu s Kandinským a Mondrianem nežli s Picassem a Braquem, kteří zůstali u zobrazení vizuální reality. Záměrem Gleizese bylo rekonstituovat a syntetizovat skutečný svět podle jeho individuálního vědomí (pocitů) pomocí objemů tak aby zprostředkovaly pevnost a strukturu objektů. Váha, umístění a působení objektů vzájemně na sebe, neoddělitelnost formy a barvy byly jednou z hlavních idejí učení Paula Cézanna. Formy byly zjednodušeny a zkresleny, každý tvar a barva byly změněny jiným způsobem, spíše nežli roztříštěny. Jeho problémem bylo spojit spolu váhu, hustotu a objemové vztahy mezi sekcemi jednotlivých subjektů. Gleizes sám charakterizoval etapu své práce v letech 1910 až 1911 jako „analýzu objemových vztahů,“ ačkoli to má malý vztah k tradičnímu použití slova „analytický“ v našem chápání kubismu.
Smějeme se nahlas, když přemýšlíme o všech nováčcích, kteří vyjadřují své doslovné porozumění poznámkám kubistů a jejich víře v absolutní pravdu tím, že pracně umisťují vedle sebe šest obličejů krychle a obě uši modelu viděného v profilu.
 Albert Gleizes, Jean Metzinger
Ústředním tématem Du Cubisme bylo to, že přístup ke skutečné podstatě světa lze získat pouze cítěním. Pocit, který nabízí klasická malba, byl velmi omezený: zamrzlý v jediném pohledu, z jediného místa v prostoru a čase. Skutečný svět je však mobilní, prostorově i časově. Klasická perspektiva a formulace euklidovské geometrie byly pouze konvence (použil Poincaréův termín), které nás distancují od pravdy našich pocitů, od pravdy naší vlastní lidské povahy. Člověk vidí svět přírodních jevů z mnoha úhlů, které vytvářejí kontinuum pocitů v neustálé změně. Cílem kubistů bylo zcela se vyhnout absolutnímu prostoru a času ve prospěch relativního pohybu, uchopit smyslové vystoupení a převést na ploché plátno dynamické vlastnosti čtyřrozměrného přirozeného světa. Pouze tehdy by bylo možné dosáhnout lepší reprezentace mobilní reality naší životní zkušenosti. Pokud Gleizes a Metzinger píšou v Du Cubisme, že můžeme znát pouze naše pocity, není to proto, že by je chtěli ignorovat, ale naopak, aby je chápali hlouběji jako primární zdroj své vlastní práce. V tomto zdůvodnění Gleizes a Metzinger prokazují, že jsou nástupci Cézanna, který trvá na tom, že se umělec musí všechno naučit od přírody: „Viděná příroda a cítěná příroda ... obojí se musí sjednotit, aby výsledek byl trvalý.“

### 1913–1918
V únoru 1913 Gleizes spolu s dalšími umělci představil americké veřejnosti v New Yorku, Chicagu a Bostonu nový styl evropského moderního umění na výstavě Armory Show, také známé jako "International Exhibition of Modern Art" (Mezinárodní výstava moderního umění). Kromě obrazu l'Homme au Balcon (Muž na balkoně), č. 196, vystavoval Gleizes obraz z roku 1910 Femme aux Phlox (Žena s květinou), dnes v Museum of Fine Arts, Houston.
Gleizes publikoval článek v Ricciotto Canudově magazínu Montjoie! s názvem "Cubisme et la tradition". Právě prostřednictvím Canuda se Gleizes setkal s umělkyní Juliettou Roche; přítelkyní z dětství Jeana Cocteaua a dcerou Julese Roche, vlivného politika 3. republiky.
S vypuknutím první světové války se Albert Gleizes znovu stal členem francouzské armády. Byl pověřen organizováním zábavy pro vojáky. Byl tehdy osloven Jeanem Cocteauem aby vytvořil soubor a navrhl kostýmy pro hru Williama Shakespeara Sen noci svatojánské, spolu s Georgesem Valmierem.
Na podzim roku 1915 byl Gleizes a jeho manželka Juliette Roche propuštěni z armády a přestěhovali se do New Yorku, kde se pravidelně setkávali s Francisem Picabiem, Manem Rayem, Marcelem Duchampem a Jeanem Crottim (který se nakonec oženil se Suzanne Duchamp). Po krátkém pobytu v hotelu Albemarle se Gleizes a jeho manželka usadili na 103 West Street, kde Gleizes namaloval řadu děl inspirovaných jazzovou hudbou, mrakodrapy, světelnými reklamami a Brooklynským mostem. Zde se Gleizes setkal s Stuartem Daviesem, Maxem Weberem, Josephem Stellou a zúčastnil se výstavy v Galerii Montross s Duchampem, Crottim a Metzingerem (kteří zůstali v Paříži).
Z New Yorku manželé odpluli do Barcelony, kde se k nim připojila Marie Laurencin, Francis Picabia a jeho manželka. Skupina strávila léto malováním v letovisku Tossa de Mar a v listopadu Gleizes zahájil svou první samostatnou výstavu v Galeries Dalmau v Barceloně, konané od 29. listopadu do 12. prosince 1916. Po návratu do New Yorku v roce 1917, Gleizes začal psát poetické črty v básních a v próze, které byly vydávány v Picabiově magazínu Dada 391. V září 1917 Gleizes a jeho manželka cestovali z New Yorku na Bermudy, kde se věnoval krajinomalbě. Když skončila válka v Evropě, vrátili se do Francie, kde se jeho kariéra rozvinula spíše směrem k výuce prostřednictvím psaní a zapojil se do výboru Unions Intellectuelles Françaises.

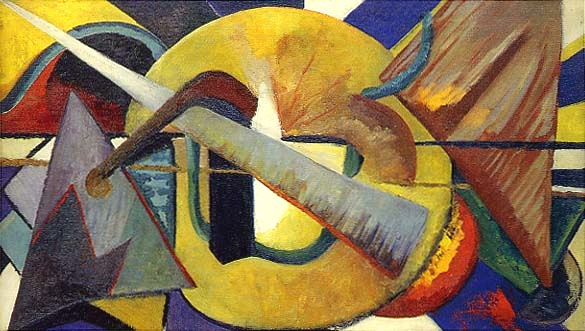
Katherine Sophie Dreier, Abstraktní portrét Marcela Duchampa, rok 1918

Během zimy roku 1918 žili manželé v pronajatém domě v Pelhamu v New Yorku. Jak píše Daniel Robbins, Albert Gleizes přišel jednoho dne ke své ženě a řekl: "Stalo se mi něco hrozného: věřím, že nacházím Boha". Toto nové náboženské přesvědčení nevyplývalo z žádných mystických vizí, ale z Gleizeovy racionální konfrontace se třemi naléhavými problémy: kolektivní pořádek, individuální rozdíly a role malíře. Ačkoliv se Gleizes připojili k církvi až v roce 1941, jeho dalších pětadvacet let bylo věnováno logickému úsilí nejen k nalezení Boha, ale také obrácení k víře.
Od roku 1914 až do konce newyorského období existovaly vedle sebe Gleizesovy nereprezentativní malby a obrazy se zjevným vizuálním základem, lišící se pouze, jak píše Daniel Robbins, "v míře abstrakce skryté uniformitou, s jakou lze malovat a neustálým úsilím spojovat plastickou realizaci malby s konkrétním, dokonce jedinečným zážitkem". Gleizes se k abstrakci přiblížil spíše koncepčně než vizuálně a v roce 1924 jeho složitá dialektika způsobila, že vytvořil dva zábavné obrazy, které se odchylovaly od jeho obvyklého námětu: Imaginary Still Lifes a Blue and Green, (Imaginární zátiší a Modrá a zelená). Ve skutečnosti, jak píše Robbins: "Gleizes obrátil Courbeta: „Ukažte mi anděla a já vás namaluji jako anděla“, což značí "Dokud anděl zůstane neztělesněným ideálem a nemůže mi být ukázán, budu ho malovat".

## Meziválečné období
V roce 1919 byl předválečný smysl kubistického hnutí prakticky otřesen. Paříž byla zastíněna silnou reakcí proti vizi společného úsilí a revolučních konstrukcí, které Gleizes i nadále obhajoval, zatímco avantgardu charakterizoval anarchický a, podle něj, destruktivní duch Dada. Žádná alternativa jej nelákala a se Salony, kterým dominoval návrat k klasicismu, bylo jeho dávné nepřátelství vůči Paříži neustále posilováno. Jeho pokus oživit ducha Section d'Or se setkal s velkými obtížemi, navzdory podpoře Alexander Archipenko, Georges Braque a Léopolda Survage. Jeho vlastní organizační úsilí směřovalo k obnovení celoevropského hnutí abstraktních umělců ve formě velké putovní výstavy Expozice de la Sekce d'Or v roce 1920; nebyl to úspěch, v který doufal. Kubismus byl passé pro mladší umělce, i když Gleizes naopak cítil, že byla prozkoumána pouze jeho předběžná fáze.
Právě oživení Section d'Or zajistilo, že se kubismus a zejména Gleizes obecně se stal preferovaným cílem Dada. Úsilí o organizaci uměleckého uskupení získalo podporu Roberta Delaunaye, ale žádného jiného významného umělce. Polemika vyústila v publikaci "Du cubisme et des moyens de le comprendre (Kubismus a způsoby, jak mu porozumět)" Alberta Gleizese, následovaná v roce 1922 publikací "Malování a jeho zákony (La Peinture et ses lois)" ve které se objevuje pojem "přesun" a "rotace", které jsou charakteristické jak pro obrazové tak i teoretické aspekty Gleizesova umění. Jeho post-kubistický styl dvacátých let – plochý, přímý, nekompromisní – je navázán na Blaise Pascala a jeho De l’Esprit géométrique et de l’Art de persuader (O geometrickém duchu a umění přesvědčovat, 1657).
Gleizes byl v téměř každém smyslu neortodoxní "maverick" kubista, snad nejneústupnější ze všech; jak ve svých obrazech, tak ve spisech (což mělo velký dopad na obraz kubismu v Evropě a ve Spojených státech). Vyvinul jednostranný, naprosto nekompromisní kubismus naprosto odkloněný od klasické alternativy. Během 20. let 20. století pracoval na vysoce abstraktní značce kubismu. Kromě jeho vystoupení na L'Effort Moderne Léonce Rosenberga vydal autorský nakladatel Povolozky jeho spisy. Jeho umění bylo skutečně podpořeno úžasným teoretickým výkladem, zejména v jeho La Peinture et ses lois (poprvé publikováno v La Vie des Lettres, říjen 1922). Gleizes sloučil estetické, metafyzické, morální a sociální priority k popisu stavu a funkce umění.

### Malba a její zákony
V "La Peinture et ses lois" píše Robbins: "Gleizes vyvodil pravidla malby z obrazové roviny, z jejích proporcí, z pohybu lidského oka a zákonů vesmíru. Tato teorie, později označovaná jako "translation-rotation" (přesun-rotace) se řadí k spisům Pieta Mondriana a Kazimira Maleviche jako jeden z nejdůkladnějších výkladů principů abstraktního umění, který v jeho případě znamenal odmítnutí nejen reprezentace, ale také geometrických tvarů." Ploché roviny byly uvedeny do pohybu současně, aby evokovaly prostor posunutím přes sebe, jako by se otáčely a nakláněly na šikmých osách. Pro ilustraci tohoto konceptu byly publikovány diagramy nazvané "Simultaneous movements of rotation and shifting of the plane on its axis (Současné pohyby rotace a posunutí roviny na její ose)".
Gleizes se ujal úkolu charakterizovat tyto principy v publikaci "La Peinture et ses lois" vydané majitelem galerie Jacquesem Povolozkym v časopise "La Vie des lettres et des arts", rok 1922–23, jako kniha pak v roce 1924, a reprodukováno v Léonce Rosenbergově "Bulletin de l'Effort moderne", z 13. března 1925 a 14. dubna 1925. Jedním z hlavních cílů Gleizese bylo odpovědět na otázky: Jak bude animován rovinný povrch a jakou logickou metodou, nezávislou na fantazii umělců, toho může být dosaženo?

### Přístup
Gleizes zakládá tyto zákony na truismech, které jsou vlastní historii umění a zejména na jeho vlastní zkušenosti od roku 1912, jako například: Prvotním cílem umění nebylo nikdy vnější napodobování; Umělecká díla pocházejí z emocí ... produkt individuální citlivosti a vkusu; Umělec je vždy ve stavu emocí, sentimentální exaltace [ivresse]; Obraz, ve kterém je realizována myšlenka abstraktního stvoření, již není příběhem, ale konkrétním faktem. Vytvoření namalovaného uměleckého díla není emisí názoru. Plastická dynamika se zrodí z rytmických vztahů mezi objekty ... založením nových plastických spojení mezi čistě objektivními prvky, které tvoří obraz. Dále Gleizes říká, že "realita" malby není zrcadlem, ale objektem… Problémem bezprostřední logiky. "Téma pod záminkou směřující k číslování, napsané podle povahy roviny, dosahuje tečen průsečíků mezi známými obrazy přírodního světa a neznámými obrazy, které sídlí v intuici."

### Definování zákonů
Rytmus a prostor jsou pro Gleizese dvě základní podmínky. Rytmus je důsledkem kontinuity určitých jevů, proměnných nebo neměnných, vyplývajících z matematických vztahů. Vesmír je pojetí lidské psychiky, které vyplývá z kvantitativního srovnání. Tento mechanismus je základem uměleckého vyjádření. Je to proto jak filozofická, tak vědecká syntéza. Pro Gleizese byl kubismus prostředkem k dosažení nejen nového způsobu vyjadřování, ale především nového způsobu myšlení. To bylo podle francouzského historika umění Pierra Aliberta základem jak nového druhu malby, tak alternativního vztahu ke světu; tedy dalším principem civilizace. Problém stanovený Gleizesem spočíval v nahrazení příběhu jako výchozího bodu uměleckého díla jediným způsobem: použitím prvků samotného zobrazení: linie, tvaru a barvy.
Počínaje středním obdélníkem, braným jako příklad elementární formy, Gleizes poukazuje na dva mechanické způsoby juxtapozice formy k vytvoření obrazu:
- buď reprodukcí počáteční formy (využívající různé symetrie, jako je reflexní, rotační nebo translační), nebo změnou (či nikoli) jeho rozměrů,[27] či
- posunutí původního formuláře; otáčení kolem imaginární osy v jednom nebo druhém směru.[27][28] Výběr pozice (prostřednictvím překladu a / nebo rotace), ačkoli je založen na inspiraci umělce, již není připsán příběhu. Objektivní a přísná metoda, nezávislá na umělci je nahrazena emocemi či citem při určování umístění formy, tj. "translation and rotation".[27][28]

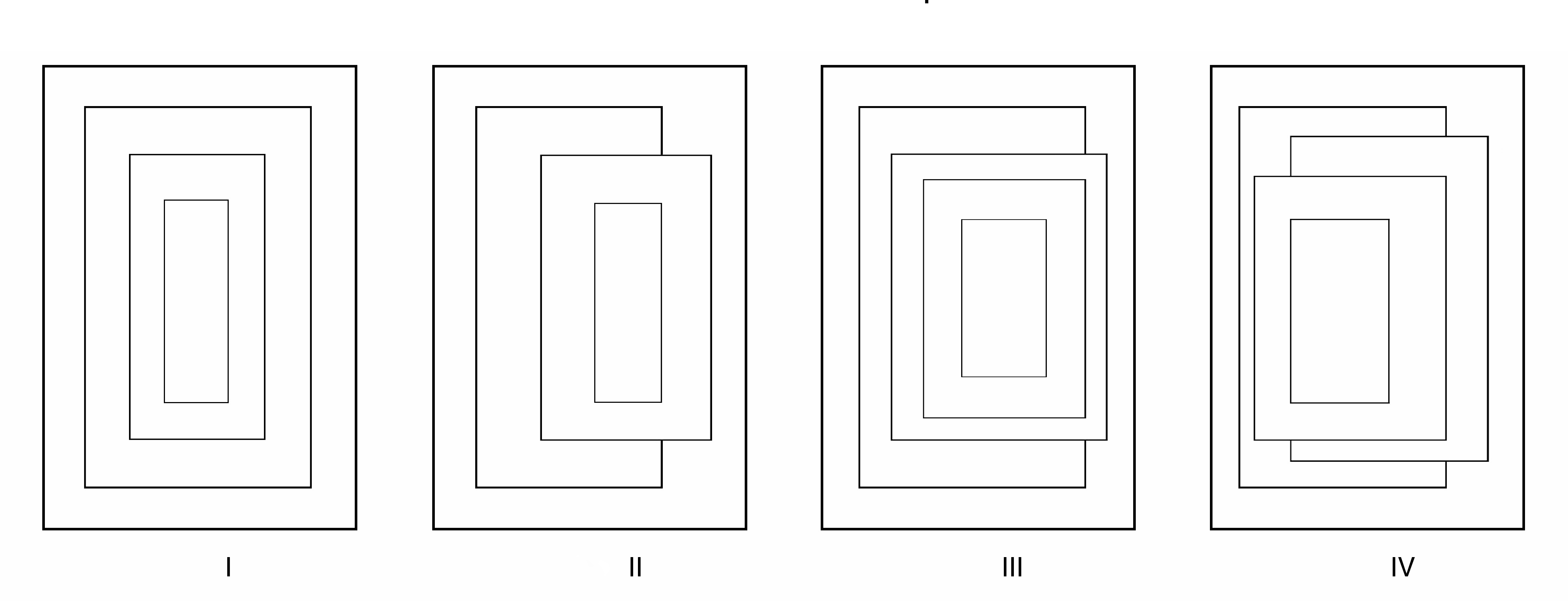
1. Translační pohyby objeku podle jedné strany

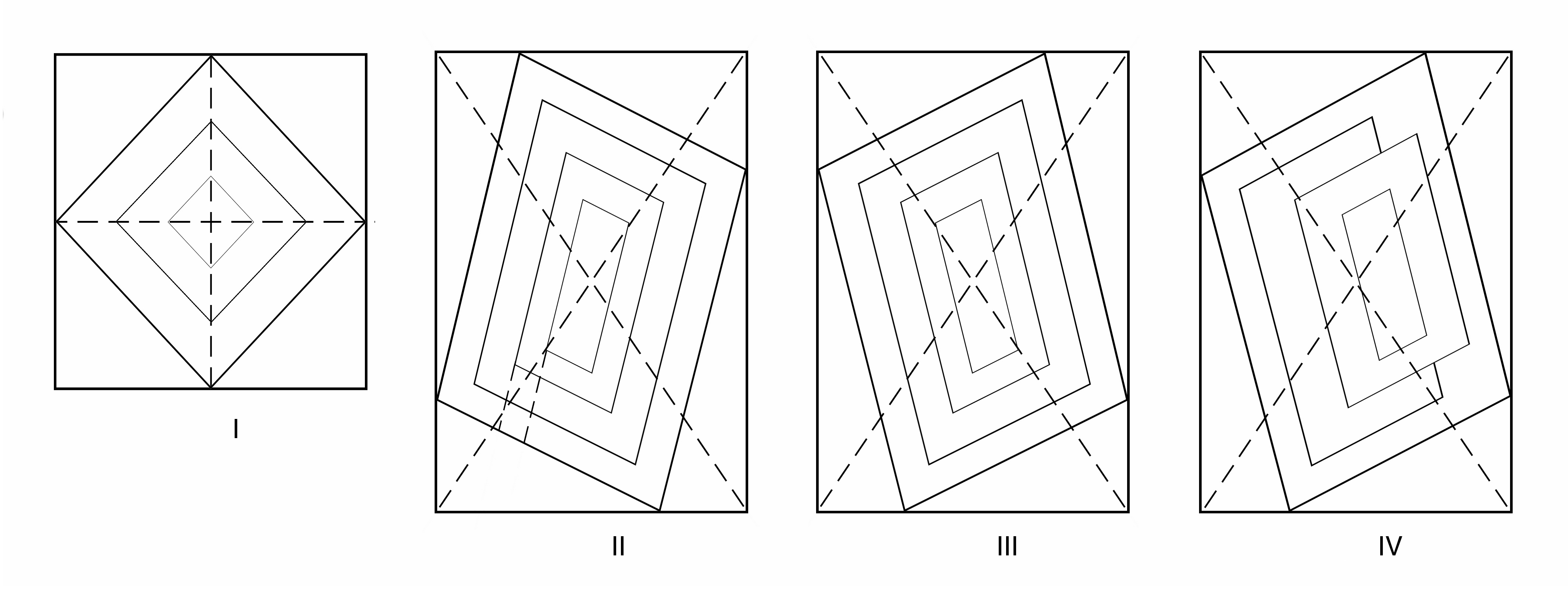
2. Simultánní pohyby rotace a translace roviny vedoucí k vytvoření prostorové a rytmické plasticity

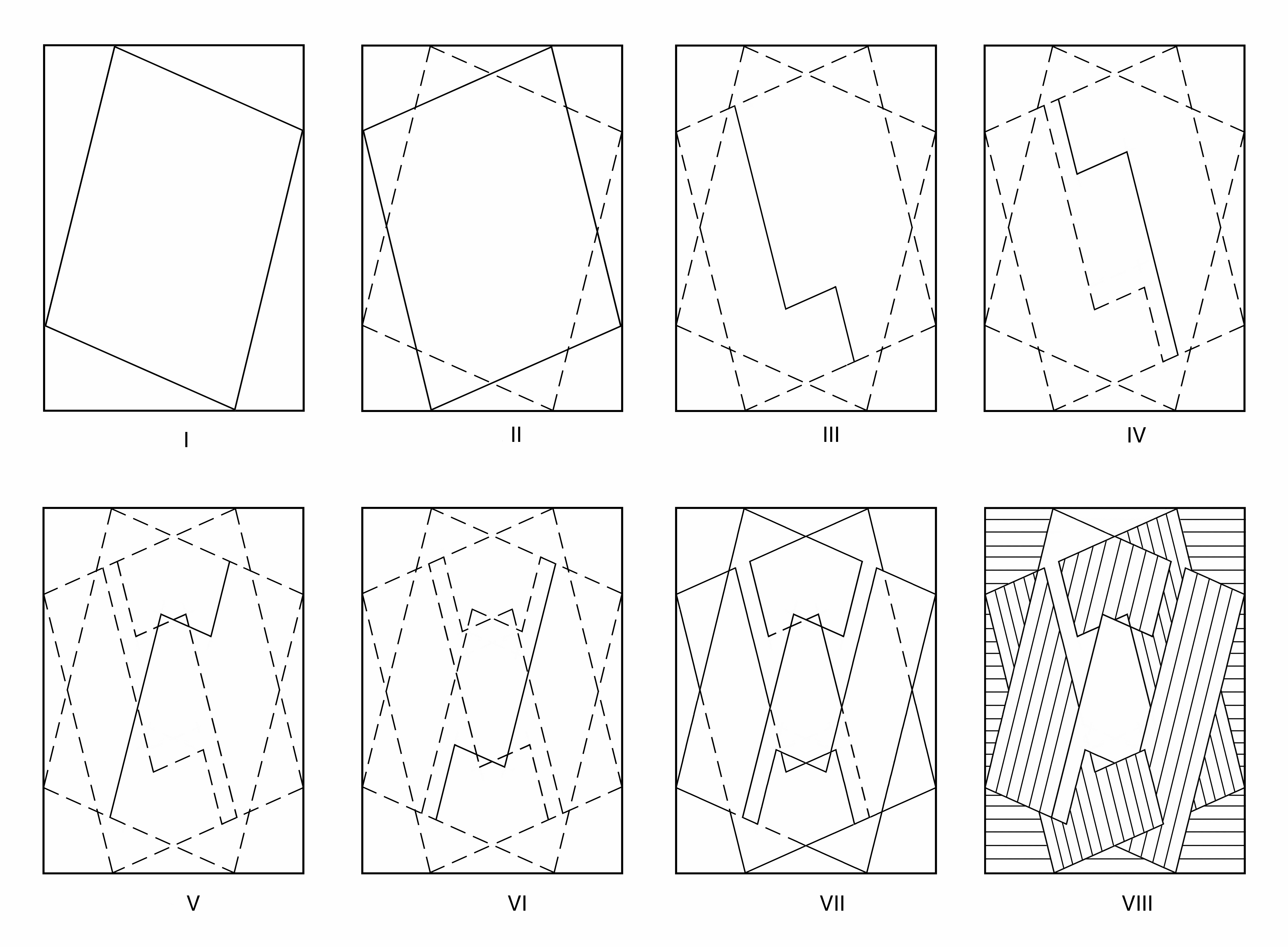
3. Prostorový a rytmický plastický systém získaný spojením současných pohybů rotace a posunu roviny a translačních pohybů roviny

### Roky 1920 až 1930
Po první světové válce s podporou prodejce Léonce Rosenberga se kubismus vrátil jako hlavní umělecké téma. Se Salony, kterým dominoval návrat k klasicismu, se Gleizes v roce 1920 pokusil oživit ducha Section d'Or, ale setkal se s velkými obtížemi, navzdory podpoře Fernanda Légera, Alexandera Archipenka, George Braquea, Constantina Brancuşi, Henri Laurense, Jacquese Villon, Raymonda Duchamp-Villona, Louise Marcoussise a Leopolda Survage. Organizační úsilí Gleizese bylo zaměřeno na zřízení celoevropského hnutí kubismu a abstraktního umění ve formě velké putovní výstavy Exposition de la Section d’Or. Záměrem bylo shromáždit sbírku děl, která by odhalila celý proces transformace a obnovy, ke kterému došlo. Nebyl to úspěch, v který doufali Marcel Duchamp a Picabia, Gleizes, naopak, cítil, že byla prozkoumána pouze jeho předběžná fáze.
Druhá výstava Section d’Or konaná v galerii La Boetie od 5. března 1920 zahrnovala styl De Stijl, Bauhaus, konstruktivismus a futurismus. Právě oživení Section d’Or zajistilo, že se kubismus stal preferovaným cílem pro dadaisty. Nová polemika vyústila ve vydání Gleizesových publikací "Du cubisme et des moyens de le comprendre" a "La Peinture et ses lois".
Po smrti Julesa Roche měli manželé dost nezávislého příjmu a jiného majetku aby mohli sledovat své cíle, aniž by se na rozdíl od mnoha jiných umělců museli starat o finance. Trávili spoustu času na Francouzské Riviéře, Gleizes se stal aktivním v Union Intellectuelle a intenzivně přednášel ve Francii, Německu, Polsku a Anglii, zatímco pokračoval v psaní. V letech 1924–25 v Bauhausu (kde byly využity některé myšlenky) byly vydány knihy o kubismu (jako součást série, která zahrnuje Kandinského "Point and Line to Plane", "Pedagogical Notebooks" Paula Kleea a Kazimir Malevič "The Non-Objective World".) Gleizes, jako odpověď napsal "Kubismus" (publikováno v roce 1928) pro mnichovskou Bauhausbücher. Publikace vyšla v následujícím roce v angličtině. Gleises se znovu sblížil s Delaunayem. V roce 1924 Gleizes a Léger spolu s Amédée Ozenfant otevřeli Modern Academy.
V roce 1927, ještě v době Abbaye de Créteil, založil Gleizes uměleckou skupinu v pronajatém domě zvaném Moly-Sabata v Sablonnières, poblíž domu jeho manželky v Serrières v kraji Ardeche v údolí řeky Rhôny.
Léonce Rosenberg v roce 1929 pověřil Gleizese (nahradil tak Gino Severiniho), aby do roku 1931 namaloval dekorativní panely pro jeho pařížské sídlo. Téhož roku byl Gleizes součástí výboru sdružení Abstraction-Création založeného Theo van Doesburgem, Augustem Herbinem, Jeanem Hélionem a Georges Vantongerloo. Sdružení bylo fórem pro mezinárodní nereprezentativní umění a působilo proti vlivu skupiny surrealistů vedené André Bretonem. Gleizesova práce z té doby odráží posílení jeho náboženské víry a jeho knihy z roku 1932, "Vers une conscience plastique (Směrem k plastickému svědomí)" a "La Forme et l’histoire (Forma a historie)" zkoumaly keltské, románské a orientální umění. Na turné v Polsku a Německu přednášel z publikací "Art et Religion (Umění a náboženství)", "Art et Production (Umění a produkce)" a "Art et Science (Umění a věda)". Napsal knihu o Robertu Delaunayovi, ale nikdy jí nepublikoval. V roce 1934 Gleizes zahájil tvorbu série obrazů. Práce pokračovala několik let a byly identifikovány tři úrovně:
- static translation odpovídající jeho výzkumu z 20. let
- mobile rotation, která odpovídá jeho zkoumání barevných kadencí z konce 20. a počátku 30. let
- simple grey arcs, jednoduché šedé oblouky, které, jak tvrdí Gleizes, dávají obrazu formu a rytmus

Tato díla již nevyjadřují striktní nereprezentaci kreativních abstrakcí. Léonce Rosenberg – který přestože již Gleizesovu práci rozsáhle publikoval ve svém "Bulletin de l'Effort Moderne (Bulletin moderního úsilí)" dosud neprokázal přílišné nadšení pro jeho umění – byl hluboce ohromen Gleizesovými obrazy z roku 1934, které byly vystaveny na Podzimním salonu. Byl to začátek jejich blízkého vztahu, který pokračoval do 30. let a jež se odráží v jejich časté korespondenci. V roce 1937 byl Gleizes pověřen vytvořit nástěnné malby pro "Exposition Internationale des Arts et Techniques dans la Vie Moderne (Mezinárodní výstavu umění a techniky v moderním životě)" na světovém veletrhu v Paříži. Spolupracoval s Delaunayem v "Pavillon de l'Air (Letecký pavilon)" a s Leopoldem Survageem a Fernandem Légerem v "Pavillon de l'Union des Artistes Modernes (Pavilon unie moderních umělců)". Na konci roku 1938 se Gleizes dobrovolně zúčastnil bezplatných seminářů a diskusních skupin pro mladé malíře v pařížském studiu Roberta Delaunaye. Gleizes ve spolupráci s Jacquesem Villonem vymyslel návrh provedení nástěnné malby pro hlediště "École des Arts et Métiers", která byla později školskými úřady zamítnuta jako příliš abstraktní. Z velikých panelů přežil Four Legendary Figures of the Sky (Čtyři legendární postavy nebe (San Antonio, TX, McNay A. Inst.) Jiný příklad jeho ambiciozního díla je The Transfiguration (1939–41, Lyon, Mus.B.A.). Obraz Alberta Gleizese z roku 1911 Le Chemin, Paysage à Meudon (Krajina v Meudonu) byl ukraden nacisty z domu sběratele Alphonse Kanna během druhé světové války a navrácen majiteli v roce 1997. Na konci 30. let nakoupila bohatá americká umělecká znalkyně Peggy Guggenheim v Paříži velké množství obrazů Alberta Gleizese. Tyto práce přivezla do Spojených států a jsou dnes součástí sbírky Peggy Guggenheim.

### Druhá světová válka a později
Během druhé světové války Gleizes a jeho manželka zůstali v okupované Francii. V roce 1942 Gleizes zahájil sérii Supports de Contemplation (Podpora rozjímání), rozsáhlé, zcela nereprezentativní malby, která je jak velmi komplexní, tak velmi vyrovnaná. Materiál pro malíře byl během války obtížně dosažitelný, Gleizes maloval směsí lepidla a barvy na pytlovinu. Už v některých svých nejranějších obrazech pytlovinu použil a nyní mu tento materiál připadal vhodný pro jeho energický způsob práce, protože to materiál vyžadoval co nejsilnější tahy a přesto si zachoval matný povrch, o který Gleizes usiloval. V roce 1952 vytvořil své poslední velké dílo, fresku s názvem Eucharistie, kterou namaloval pro jezuitskou kapli v Chantilly.
Albert Gleizes zemřel v Avignonu v departemenu Vaucluse 23. června 1953 a byl pohřben v mauzoleu své rodiny na hřbitově v Serrieres.

### Umělecký trh
V roce 2010 byl obraz Le Chemin (Paysage à Meudon) z roku 1911, olej na plátně, 146,4 x 114,4 cm, prodaný za 1 833 250 britských liber v aukční síni Christie's, Londýn.

### Dědictví
Gleizesův individuální vývoj, jeho jedinečný boj o smíření sil, z něj udělal jednoho z mála malířů, který vyšel z kubismu se zcela individuálním stylem, který nebyl ovlivněn pozdějšími uměleckými pohyby. ... tato pozdější díla byla znovu zpracována na základě nových poznatků. Nikdy neopakoval své dřívější styly, nikdy nezůstal stacionární, ale vždy se stával intenzivnější a vášnivější. [...] Jeho život skončil v roce 1953, ale jeho obrazy stále svědčí o jeho ochotě bojovat o konečné odpovědi. Je to abstraktní umění hlubokého významu, paradoxně lidské i ve svém hledání absolutního řádu a pravdy.
Daniel Robbins, 1964

### Vzpomínky
Na oslavu 100. výročí vydání knihy Du Cubisme od Alberta Gleizese a Jeana Metzingera Musée de La Poste v Paříži představilo výstavu s názvem "Gleizes – Metzinger Du cubisme et après" trvající od 9. května do 22. září 2012. Více než 80 obrazů a kreseb, dokumentů, filmů a 15 děl dalších členů skupiny Section d'Or (Villon, Duchamp-Villon, Kupka, Le Fauconnier, Lhote, La Fresnaye, Survage, Herbin, Marcoussis, Archipenko ...). Na akci byl vydán katalog ve francouzštině a angličtině. Byla vydána francouzská poštovní známka představující díla Gleiseze Le Chant de Guerre (Válečná píseň), z roku 1915 a Metzingera L'Oiseau Bleu (Modrý pták) z roku 1913). Bylo to poprvé, kdy muzeum uspořádalo výstavu představující společně dílo Gleizese a Metzingera.

### Knihy
- Du "Cubisme", Albert Gleizes and Jean Metzinger, Paris, Figuière, 1912 (vydání v angličtině a ruštině, 1913, nové vydání v roce 1947)
- Du Cubisme et des moyens de le comprendre, Paris, La Cible, Povolozky, 1920 (vydání v němčině 1922).
- La Mission créatrice de l’Homme dans le domaine plastique, Paris, La Cible, Povolozky, 1921 (vydání v polštině, 1927).
- La Peinture et ses lois, ce qui devait sortir du Cubisme, Paris, 1924 (vydání v angličtině, 2000)
- Tradition et Cubisme. Vers une conscience plastique. Articles et Conférences 1912–1924, Paris, La Cible, Povolozky, 1927
- Peinture et Perspective descriptive, conference at the Carnegie Foundation for l’Union Intellectuelle française, Paris, 22. března 1927. Sablons, Moly-Sabata, 1927
- Kubismus, Bauhausbücher 13, Munich, Albert Langen Verlag, 1928 (re-edited by Florian Kupferberg Verlag in 1980).
- Vie et Mort de l’Occident Chrétien, Sablons, Moly-Sabata, 1930 (vydání v angličtině, 1947)
- Vers une Conscience plastique : La Forme et l’Histoire, Paris, Povolozky, 1932
- Art et Science, Sablons, Moly-Sabata, 1933. 2ème édition, Aix-en-Provence, 1961. Konference v Lodz, Polsku, 28. dubna 1932 a ve Stuttgartu 6. května 1932.
- Homocentrisme ; Le retour de l’Homme chrétien; Le Rythme dans les Arts plastiques, Sablons, Moly-Sabata, 1937
- La Signification Humaine du Cubisme, Lecture by Albert Gleizes at the Petit Palais, Paris, 18 July 1938, Sablons, Moly-Sabata, 1938
- Du Cubisme, Albert Gleizes and Jean Metzinger, Paris, Compagnie Française des Arts Graphiques, 1947 (opakované vydání knihy z roku 1912 s drobnými modifikacemi a novou předmluvou Alberta Gleizese).
- Souvenirs, le Cubisme 1908–1914, Lyon, Cahiers Albert Gleizes, L’Association des Amis d’Albert Gleizes, 1957
- Puissances du Cubisme, Chambéry, éditions Présence, 1969. Sbírka článků vydaných v letech 1925–1946
- Art et religion, Art et science, Art et production, Chambéry, éditions Présence, 1970 (vydání v angličtině, 2000)
- L'Homme devenu peintre, Paris, Fondation Albert Gleizes and Somogy éditions d'Art, 1998

#### Muzea s díly A. Gleizese
- Centre Pompidou – Musée National d'Art Moderne, Paříž Archivováno 20. 8. 2019 na Wayback Machine.
- Art Institute of Chicago
- Guggenheim Museum, New York City, Collection online, Albert Gleizes
- Peggy Guggenheim Collection, Benátky
- Metropolitan Museum of Art, New York City
- Museum of Modern Art, New York City
- Albright-Knox Art Gallery, Buffalo, New york
- Art Gallery of New South Wales, Sydney, Austrálie Archivováno 27. 5. 2020 na Wayback Machine.
- Chazen Museum of Art at the University of Wisconsin[nedostupný zdroj]
- Cleveland Museum of Art, Ohio
- Indiana University Art Museum, Bloomington – Provenance Research Project
- Indianapolis Museum of Art, Indiana
- Los Angeles County Museum of Art Database (LACMA)
- McMullen Museum of Art at Boston College, Massachusetts
- Minneapolis Institute of Arts, Minnesota
- National Gallery of Victoria, Melbourne, Austrálie
- National Museum of Western Art, Tokyo
- Philadelphia Museum of Art
- Musée Carnolès, Menton Archivováno 13. 8. 2022 na Wayback Machine.
- Museum Moderner Kunst Stiftung Ludwig (mumok), Vídeň
- Israël Museum, Jerusalem, Landscape: Pyrénées a Seated Woman
- Reina Sofía National Museum, Madrid (španělsky)
- Musée Calvet, Musée des Beaux-Arts et d'Archéologie d'Avignon
- Tate Gallery, Londýn
- Thyssen-Bornemisza Museum, Madrid
- University of Iowa Museum of Art, Iowa City